# Ebaeides palawanicus
Ebaeides palawanicus är en skalbaggsart som beskrevs av Stefan von Breuning och De Jong 1941. Ebaeides palawanicus ingår i släktet Ebaeides och familjen långhorningar.
Artens utbredningsområde är Filippinerna. Inga underarter finns listade i Catalogue of Life.